# Levallois-Perret
Levallois-Perret é uma comuna francesa na região administrativa da Ilha-de-França, no departamento de Hauts-de-Seine. Estende-se por uma área de 2,42 km². Em 2010 a comuna tinha 64 253 habitantes, com uma densidade de 26 550,8 hab./km².

## Toponímia
A comuna de Levallois-Perret deve o seu nome a seus fundadores Nicolas Eugène Levallois e Jean-Jacques Perret, o primeiro comerciante de vinhos e especulador de terras e o segundo criador dos primeiros loteamentos da cidade (1822). A acreditar que Marie-Thérèse Morlet, autora de um dicionário etimológico de nomes de família, Levallois deriva do termo "vale" geográfico, que designa, em geomorfologia, uma depressão no coração de um sinclinal.

## História
Até a sua criação oficial em 1867, a história de Levallois-Perret se confunde com a de Clichy à qual foi incorporada. Em 1215, a abadia de Saint-Denis, dona do palácio real de Clichy, adquiriu um terreno no local conhecido como "la vigne aux prêtres" para a prática da viticultura.
O projeto de uma cidade no futuro local de Levallois-Perret nasceu em 1822 quando uma operação de loteamentos foi lançada em uma localidade chamada Champerret (o campo pedregoso) por Jean-Jacques Perret, rico proprietário de terras. Esta localidade se situa na comuna de Neuilly, a leste da rue de Villiers, ao sul do antigo burgo da vila. Tentou-se lotear sessenta terrenos em vinte hectares. Mas sua operação falhou porque os terrenos eram mal servidos e os lotes eram muito grandes.
Em 1837, o território da atual Levallois-Perret foi fisicamente separado da vila de Clichy pela nova linha de Paris-Saint-Lazare a Saint-Germain-en-Laye. Uma estação abriu em 5 de julho de 1838, ela fechou em 13 de agosto por falta de passageiros. Entre 1842 e 1844, uma nova tentativa também terminou em fracasso, mantendo os terrenos com um caráter essencialmente rural.
O projeto de Perret foi assumido por Nicolas Eugène Levallois, com a ajuda de um amigo agrimensor Rivay, e desta vez a operação foi um grande sucesso. A vila de Levallois nasceu oficialmente em 27 de setembro de 1845, dia da festa de são Vicente de Paulo (antigo sacerdote de Clichy). Corresponde ao dia em que Nicolas Eugène Levallois comprou seu primeiro lote, "la vigne aux prêtres", situada na aldeia sudeste de Courcelles, no Chemin du Bois (atual Rue Jean-Jaurès), em Clichy.

## Demografia
| 1856 | 1861 | 1866   | 1872   | 1876   | 1881   | 1886   | 1891   | 1896   |
| ---- | ---- | ------ | ------ | ------ | ------ | ------ | ------ | ------ |
| -    | -    | 15 763 | 19 158 | 22 744 | 29 519 | 35 649 | 39 857 | 47 315 |

| 1901   | 1906   | 1911   | 1921   | 1926   | 1931   | 1936   | 1946   | 1954   |
| ------ | ------ | ------ | ------ | ------ | ------ | ------ | ------ | ------ |
| 58 073 | 61 920 | 68 703 | 73 639 | 75 144 | 71 181 | 65 186 | 61 681 | 62 871 |

| 1962 | 1968   | 1975   | 1982   | 1990   | 1999   | - | - | - |
| --- | ------ | ------ | ------ | ------ | ------ | - | - | - |
| 61 804 | 58 941 | 52 523 | 53 500 | 47 548 | 54 700 | - | - | - |
| Para os censos de 1962 a 2006 a população legal corresponde à popolução sem duplicidades, segundo define o INSEE. |        |        |        |        |        |   |   |   |

## Geminação
Levallois-Perret é geminada com:
- Molenbeek-Saint-Jean (Bélgica) em 1956[8][9] ou em 1981[10][11]
- Berlim-Schöneberg (Alemanha) em 1995